# 川内村 (青森県)
川内村（かわうちむら）は、かつて青森県にあった村。

## 沿革
- 1889年（明治22年）4月1日 - 町村制施行により三戸郡切谷内村、上市川村が合併し、川内村が発足。
- 1955年（昭和30年）7月1日 - 三戸郡五戸町、浅田村と合併して五戸町を新設し消滅。

## 公共施設など
五戸町との合併時点分
- 川内中学校
- 上市川小学校
- 切谷内小学校
- 上市川郵便局